# Ovabunda faraunensis
Ovabunda faraunensis is een zachte koraalsoort uit de familie Xeniidae. De koraalsoort komt uit het geslacht Ovabunda. Ovabunda faraunensis werd in 1971 voor het eerst wetenschappelijk beschreven door Verseveldt & Cohen. 